# Thập Tự Chinh Nhân Dân
Cuộc Thập Tự Chinh Nhân Dân (hoặc Thập tự chinh của dân chúng), còn được gọi là Cuộc Thập tự chinh của người nghèo, Cuộc Thập tự chinh Nông dân là một loạt các cuộc viễn chinh thất bại của những người nghèo ở châu Âu vào năm 1096, với mục tiêu chiếm lấy Jerusalem và giải phóng Mộ Thánh khỏi tay người Hồi giáo. Phong trào này bắt nguồn từ lời kêu gọi từ Giáo hoàng Urban II tại công đồng Clermont vào năm 1095, khi hàng ngàn giáo dân ngay lập tức phản ứng và khởi hành, được dẫn dắt bởi các nhà thuyết giáo cuồng tín và các hiệp sĩ nghèo.
Các đội quân không có tổ chức này đến từ nhiều vùng khác nhau trên khắp châu Âu, bao gồm miền bắc Pháp, vùng Rheinland, Lorraine và một số vùng đất khác ở châu Âu. Thập tự quân nông dân không có khả năng chiến đấu hay được trang bị đầy đủ, do đó cuộc viễn chinh thường đi kèm với cướp bóc, bạo lực và các cuộc tàn sát, bao gồm cả các cuộc tấn công chống lại người Do Thái đầu tiên ở châu Âu.
Phần cuộc viễn chinh từ Pháp do nhà thuyết giáo Peter Kẻ ẩn tu dẫn đầu, cùng những người khác đi qua Đức, Hungary và đến Đế quốc Byzantine. Từ Constantinople, Thập tự quân được vận chuyển đến Tiểu Á, nhưng tại đây đã giao chiến với đội quân Seljuk do Sultan Kilij Arslan I chỉ huy, người đã tiêu diệt phần lớn Thập tự quân nông dân.
Trong khi đó, tại các vùng đất Đức, những nhóm nhỏ hơn hình thành và lan rộng bạo lực chống Do Thái. Cuối cùng, vua Hungary Kálmán đã đánh bại và tiêu diệt hầu hết những người hành hương. Cuộc Thập Tự Chinh Nhân dân kết thúc với thất bại quân sự hoàn toàn và tan rã trước khi cuộc Thập tự chinh chính do các lãnh chúa châu Âu tổ chức bắt đầu.

## Bối cảnh

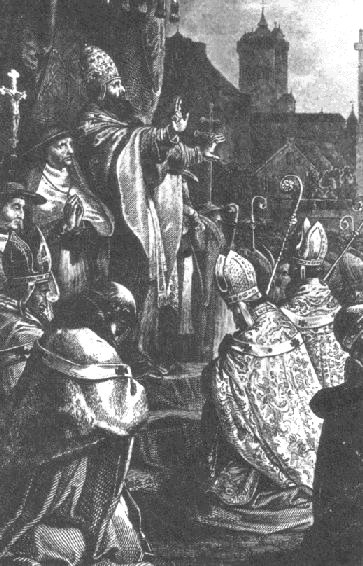
Gustave Doré: Giáo hoàng Urban II kêu gọi giải phóng Thánh Địa

Giáo hoàng Urban II triệu tập công đồng tại thành Clermont chủ yếu để thảo luận về việc cung cấp hỗ trợ quân sự cho Hoàng đế Byzantine Alexios I Komnenos, đang phải đối mặt với sự bành trướng từ người Thổ Seljuk. Những người Hồi giáo này đe dọa Đế chế Byzantine và kiểm soát các khu vực quan trọng ở Trung Đông, bao gồm cả Jerusalem, một vùng đất thánh đối với người Kitô hữu.
Vào ngày 27 tháng 11 năm 1095, Giáo hoàng Urban II đã có bài diễn văn nổi tiếng trước một đám đông lớn dưới bầu trời. Trong bài phát biểu này, ông kêu gọi những người Kitô hữu có mặt hãy hành động để chống lại sự áp bức đối với anh chị em cùng đức tin tại Jerusalem, nơi đang chịu sự cai trị của người Hồi giáo. Ông nhấn mạnh rằng người Thổ không chỉ là mối đe dọa đối với Đất Thánh mà còn đối với toàn bộ châu Âu. Lời kêu gọi Giáo hoàng về một cuộc viễn chinh đã được đón nhận với sự hào hứng tột độ, thể hiện qua những phản ứng xúc động từ đám đông, liên tục hô vang "Deus le volt" – "Thiên Chúa muốn thế".
Mặc dù lời kêu gọi này chủ yếu nhắm đến các lãnh chúa phong kiến Pháp và những người quyền lực khác, nhưng phản hồi nhanh nhất lại đến từ giáo dân. Các nhà truyền giáo, được truyền cảm hứng từ lời kêu gọi từ giáo hoàng, đã bắt đầu tổ chức các cuộc viễn chinh riêng vào năm 1096, dẫn đến cuộc Thập tự chinh Nhân dân, mặc dù cuộc thập tự chinh này nhanh chóng thất bại.

## Hành trình

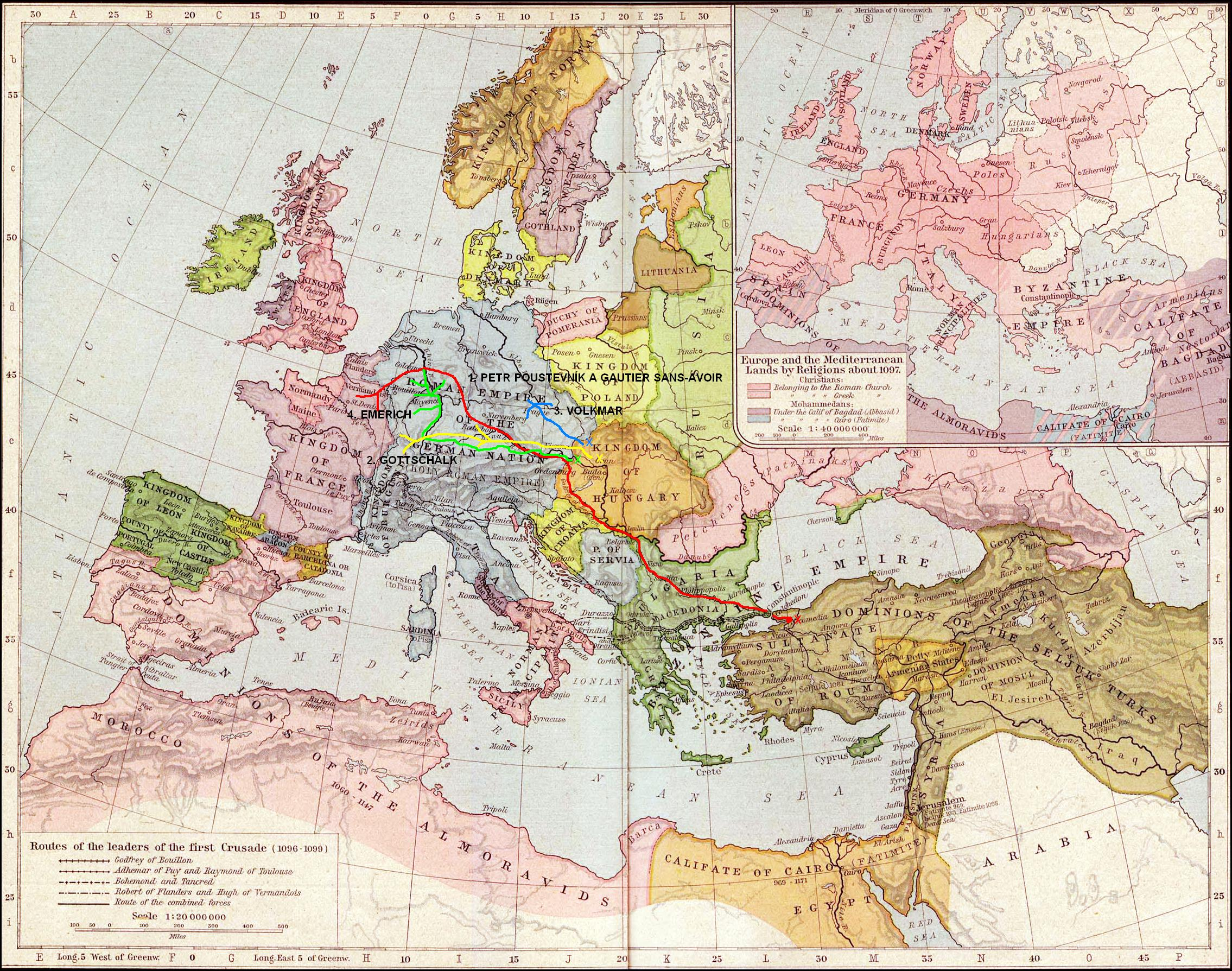
Bản đồ với các tuyến đường của các nhóm thập tự chinh riêng lẻ
1. Nhóm người Pháp (Gautier Sans-Avoir và Peter Kẻ ẩn tu)
2. Lorraine và Bavaria (Gottschalk)
3. Bohemia (Volkmar)
4. Nhóm người Đức (Emerich xứ Leisingen)

Khởi đầu Cuộc Thập tự chinh nông dân thực sự được đánh dấu bởi tính tự phát và sự thiếu chuẩn bị. Mặc dù Giáo hoàng Urban II dự kiến khởi động chính thức Cuộc Thập tự chinh lần thứ nhất vào ngày 15 tháng 8 (Đức Mẹ Lên Trời) năm 1096, nhưng những bất ổn và mong muốn mạnh mẽ từ đám đông hướng tới Thánh Địa đã khiến cuộc thập tự bắt đầu sớm hơn, ngay từ mùa xuân cùng năm. Điều này càng được thúc đẩy bởi những khó khăn mà châu Âu đã trải qua trong những năm trước đó, như hạn hán và nạn đói. Trong hoàn cảnh như vậy, cuộc thập tự chinh được nhiều người xem như một cách để cải thiện tình hình cả về mặt tinh thần lẫn vật chất.
Việc phổ biến rộng rãi ý tưởng thập tự chinh còn được củng cố bởi các dấu hiệu tôn giáo và huyền bí, như nguyệt thực và mưa sao băng, vốn trong năm 1095 được diễn giải là phước lành từ Thiên Chúa đối với cuộc hành trình này. Điều này làm tăng thêm niềm tin từ giáo dân vào sự thành công sứ mệnh. Cuối cùng, từ 100.000 đến 300.000 người, bao gồm cả phụ nữ và trẻ em, đã lên đường mà không có sự chuẩn bị và trang bị đầy đủ.

## Nhóm người Pháp

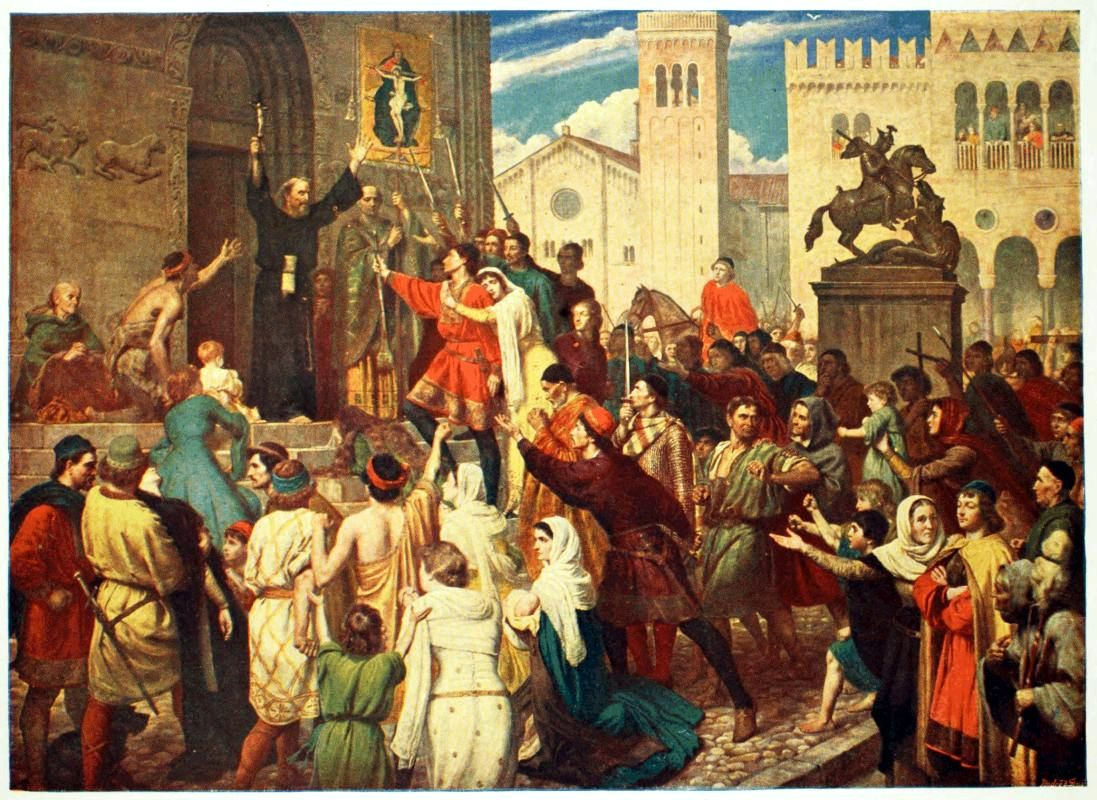
Peter Kẻ ẩn tu rao giảng về cuộc Thập tự chinh đầu tiên – bức tranh minh họa của một họa sĩ người Anh vô danh

Các nhóm hành hương người Pháp trong cuộc Thập tự chinh được dẫn dắt bởi nhà thuyết giáo cuồng tín Peter Kẻ ẩn tu và hiệp sĩ Gautier Sans-Avoir (Còn được gọi là Walter Sans Avoir) chỉ huy quân sự, đã đối mặt với nhiều thử thách bất ngờ trong hành trình tới châu Á. Phần lớn những người tham gia cuộc thập tự chinh này không có kinh nghiệm quân sự và không chuẩn bị cho những khó khăn hành trình đến Đất Thánh. Mặc dù với niềm tin vào chiến thắng Kitô giáo rất mạnh mẽ, nhưng việc thiếu hiểu biết về điều kiện địa lý và chính trị, bao gồm cả việc đánh giá thấp khâu hậu cần, đã dẫn đến việc nhanh chóng suy yếu và xung đột với cư dân địa phương.
Đoàn quân do Peter dẫn đầu chủ yếu là những nông dân nghèo, những người không có vũ khí, và một số hiệp sĩ nghèo, không có đủ trang bị và kinh nghiệm cho một cuộc hành quân quân sự. Vào tháng 4 năm 1096, Thập Tự quân Nông dân đến thành Cologne, nhưng thành này không có đủ lương thực để nuôi sống một nhóm người hành hương lớn như vậy. Do đó, đội quân sớm chia thành nhiều nhóm, trong đó phần do Gautier Sans-Avoir dẫn đầu tiếp tục hành trình qua Hungary hướng tới Đế quốc Byzantine.

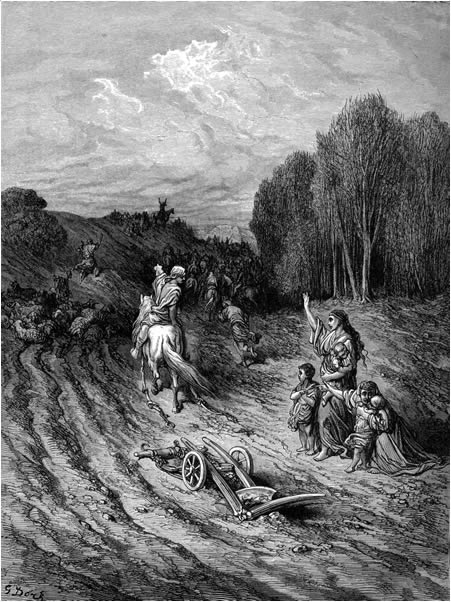
Gustave Doré: Nông dân Pháp rời bỏ nhà cửa và đi hành hương

Ban đầu, nhóm Gautier được vua Kálmán Hungary chào đón và ủng hộ. Vào ngày 5 tháng 5 năm 1096, chưa đầy một tháng, nhóm hành hương đã đến đến biên giới Byzantine tại pháo đài Belgrade. Việc nhóm hành hương đến quá sớm, khi Byzantine chưa sẵn sàng tiếp đón. Điều này dẫn đến những xung đột đầu tiên với cư dân địa phương gần Belgrade, nơi mà những người hành hương bắt đầu cướp bóc các ngôi làng do thiếu lương thực. Lúc này, căng thẳng giữa nhóm hành hương và Byzantine tăng cao. Tại Niš, nhóm Gautier được thống đốc Byzantine tiếp đón và cung cấp lương thực.
Sự xuất hiện những đoàn hành hương qua Hungary đã khiến Hoàng đế Alexius I ngạc nhiên. Ông tin rằng thập tự quân sẽ chọn Ý, băng qua Biển Adriatic, đổ bộ xuống cảng Dyrrhachion và sau đó đi dọc theo con đường La Mã Via Egnatia đến Constantinople. Việc Gautier xuất hiện đã thay đổi tình hình, và Alexios đã cho vận chuyển quân nhu và các đội bảo vệ cùng với người hướng dẫn đến Nis, từ đó nhóm Gautier được vận chuyển an toàn đến Constantinople.

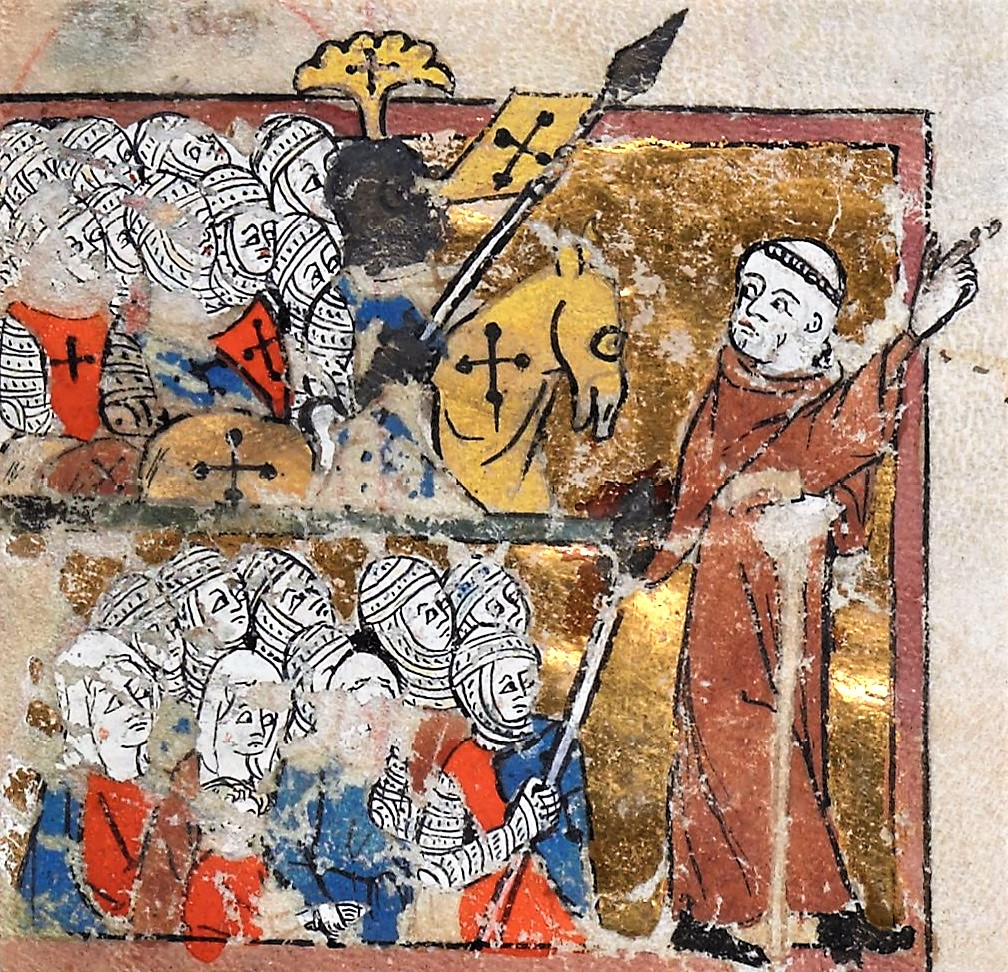
Peter Kẻ ẩn tu lãnh đạo một cuộc thập tự chinh

Khi nhóm Peter Kẻ ẩn tu đến khu vực này, các hành động cướp bóc và bạo lực vẫn tiếp tục diễn ra, thậm chí còn tồi tệ hơn, không chỉ cướp bóc mà còn tàn ác đối với người dân địa phương, hãm hiếp phụ nữ và phá hủy tài sản. Nhóm Peter Kẻ ẩn tu còn cướp phá thành Semlin ở Hungary và Belgrade ở Byzantine. Sau đó, nhóm hành hương tiến đến Niš, Peter Kẻ ẩn tu cố gắng thương lượng hòa bình với chính quyền Byzantine, nhưng những người theo ông không thể kiềm chế các hành động bạo lực. Hậu quả là người Byzantine đã tổ chức một cuộc tấn công bất ngờ tiêu diệt một phần ba toàn bộ lực lượng nhóm hành hương. Khi các nhóm hành hương tập hợp lại, một phần những người hành hương quyết định trở về nhà. Tại Sofia, đoàn hành hương còn lại đã gặp quân đội Byzantine và các sứ thần Hoàng đế, những người tiếp tục đi cùng những người hành hương đến Constantinople, nơi cuộc hành trình vốn đã không mấy suôn sẻ.

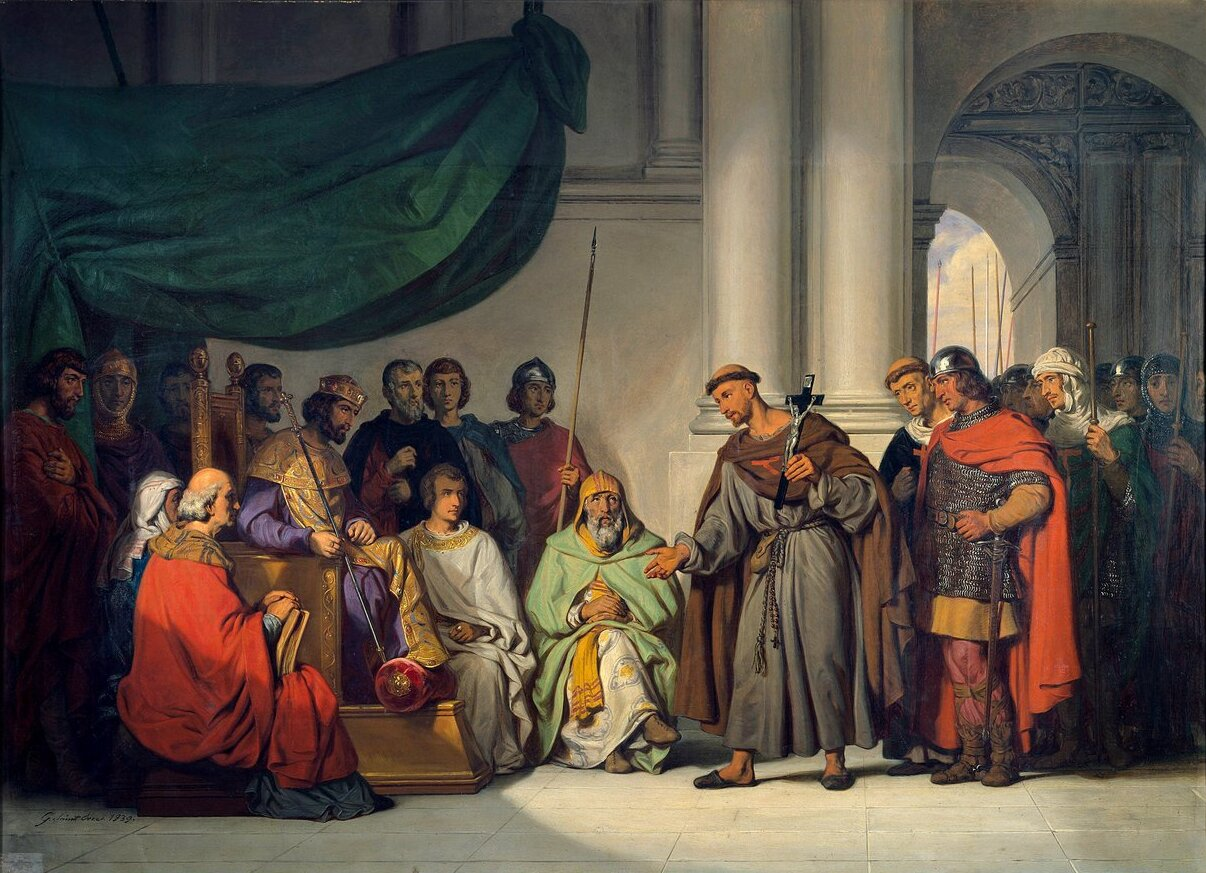
Peter Kẻ ẩn tu và Hoàng đế Alexios I, thế kỷ 19

Sau khi tiếp tục tiến về phía trước, đoàn hành hương cuối cùng đến Constantinople, nhưng bị người dân ở đây khinh bỉ. Người dân địa phương coi họ là những kẻ thất học và không có tổ chức, khi ở kinh đô Đế quốc Byzantine đội quân này không ngần ngại trộm cắp và cướp phá các vùng xung quanh. Vào ngày 6 tháng 8 năm 1096, Hoàng đế Alexios I quyết định nhanh chóng đưa đội quân này vượt qua eo biển Bosporus tới Anatolia, nơi đã xây dựng một trại quân sự có tường thành bảo vệ tại Kibotos (Civetot) đồng thời vận chuyển lương thực cho những người hành hương và khuyên họ nên đợi quân hiệp sĩ có tổ chức tốt hơn đến.
Tuy nhiên, trong trại quân, nội bộ giữa các nhóm người hành hương đã nảy sinh mâu thuẫn, đặc biệt là giữa người Pháp và người Đức, gây ra bất ổn thêm cho cuộc thánh chiến. Khi Peter Kẻ ẩn tu mất kiểm soát đối với nhóm người hành hương, ông đã quay lại Constantinople để tìm sự hỗ trợ từ Hoàng đế Alexios.
Sau khi nỗ lực áp đặt kỷ luật và trật tự tại trại thập tự quân ở Civetot thất bại, những người hành hương đã phớt lờ lời khuyên từ Hoàng đế Alexios I và bắt đầu các cuộc cướp phá xung quanh vùng Nicomedia, thậm chí tấn công cả những nông dân Kitô giáo, không phân biệt với kẻ thù Thổ Nhĩ Kỳ. Tháng 9 năm 1096 chứng kiến cuộc thánh chiến quan trọng đầu tiên của thập tự quân, khi các các chiến binh Pháp do Gautier Sans-Avoir chỉ huy tấn công vùng lân cận thành Nicaea, kinh đô Hồi quốc Rûm. Mặc dù ban đầu họ giành được thành công khi bất ngờ tấn công người Thổ và tiêu diệt một nhóm nhỏ kỵ binh Thổ, chiến thắng này lại khuyến khích Thập Tự quân tiếp tục các hành động cướp phá thiếu suy nghĩ.

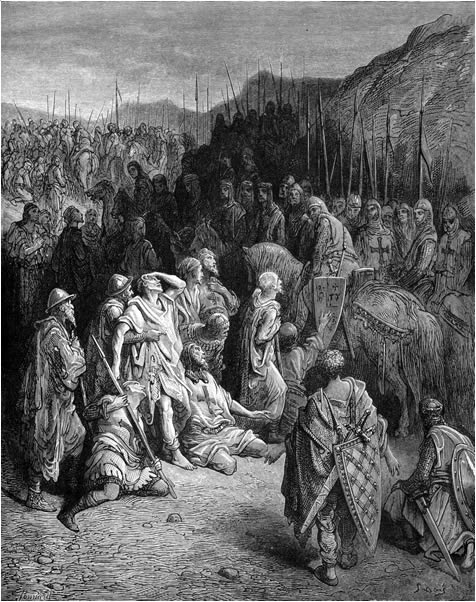
Những người lính còn sống sót của nhóm Peter Kẻ ẩn tu và Gautier Sans-Avoir

Sau đó, một nhóm người Đức và Ý do hiệp sĩ Renaud de Breis (Renaud xứ Broyes) dẫn đầu quyết định noi gương người Pháp. Cuối tháng 9, đội quân này tiến vào lãnh thổ Thổ và chiếm được pháo đài Xerigordos bị bỏ hoang. Sultan Kilij Arslan I nhanh chóng đáp trả bằng cách bao vây pháo đài. Thập tự quân cạn nước, và sau tám ngày bị buộc phải đầu hàng. Kilij Arslan I cho tù nhân hai lựa chọn: hoặc cải sang Hồi giáo hoặc bị giết chết. Một số thập tự quân, bao gồm cả hiệp sĩ Renaud, đã chọn cải đạo và phục vụ Sultan, một số khác bị gửi làm nô lệ cho Đế quốc Khwarazm trên bờ Biển Caspi, trong khi những người khác bị thảm sát.
Sultan sau đó thực hiện một mưu kế, lan truyền tin tức giả rằng Renaud đã chiếm được thành Nicaea và thu về một lượng chiến lợi phẩm lớn mà sẽ không chia sẻ cho những nhóm khác ở Civetot. Tin này làm dấy lên sự ganh tị trong hàng ngũ thập tự quân ở Civetot và dẫn đến một cuộc hành quân bất cần tới Nicaea. Ngày 21 tháng 10 năm 1096, toàn bộ đội quân hơn 20.000 người đã tiến về Nicaea, bỏ lại phụ nữ, trẻ em, người già và người bệnh ở lại trại. Quân Thổ đã giăng bẫy trong một thung lũng hẹp, và thập tự quân bị đánh tan tác sau các đợt bắn cung cùng tấn công kỵ binh sau đó từ quân Thổ. Gautier Sans-Avoir bị giết trong trận chiến, và những người hành hương còn sống sót tháo chạy trong hỗn loạn.
Quân Thổ sau đó tràn vào trại Civetot, giết hại những người hành hương còn lại, bắt phụ nữ và trẻ em làm nô lệ. Những thập tự quân còn sống sót trú ẩn trong một lâu đài bỏ hoang ven biển, nơi bị quân Thổ bao vây. Cuối cùng, nhòm người này được giải cứu nhờ sự can thiệp bởi hải quân Byzantine do Hoàng đế Alexios I cử đến. Khi quân Thổ thấy hạm đội Byzantine đến gần, liền rút lui vào đất liền, và quân Byzantine đã sơ tán những người hành hương còn lại về Constantinople.
Thất bại nặng nề cuộc Thập Tự Chinh Nhân Dân ở Anatolia đã chứng minh rằng các đội quân không tổ chức không thể đối đầu với quân đội Thổ dày dạn kinh nghiệm. Tuy nhiên, lúc này ở phương Tây, các đội quân hiệp sĩ đã bắt đầu tập hợp, chuẩn bị nối tiếp cuộc thập tự chinh nông dân thất bại để bắt đầu một cuộc thập tự chinh chính thức.

## Nhóm người Đức

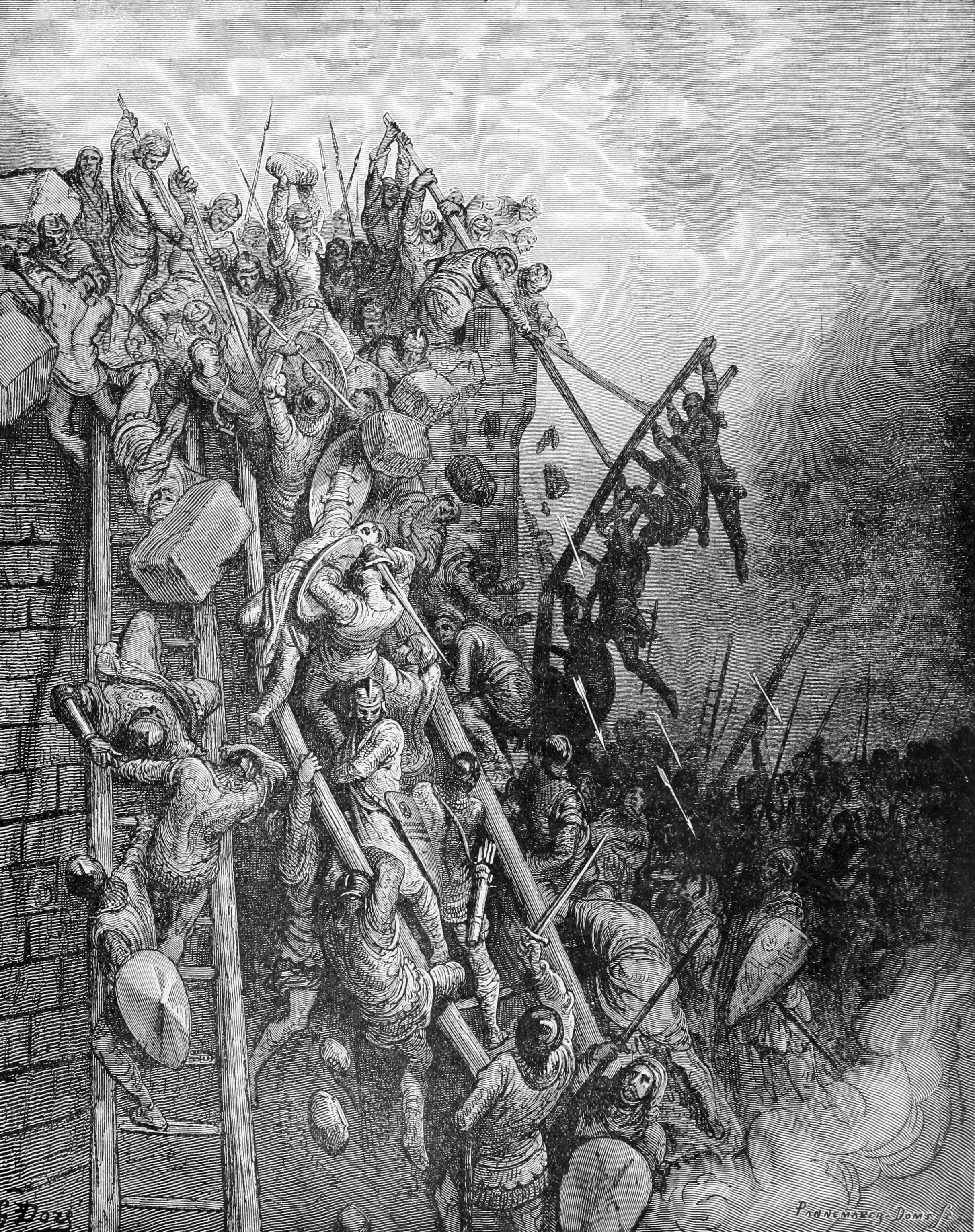
Gustave Doré: Đội quân của Linh mục Volkmar và Bá tước Emerich tấn công Merseburg

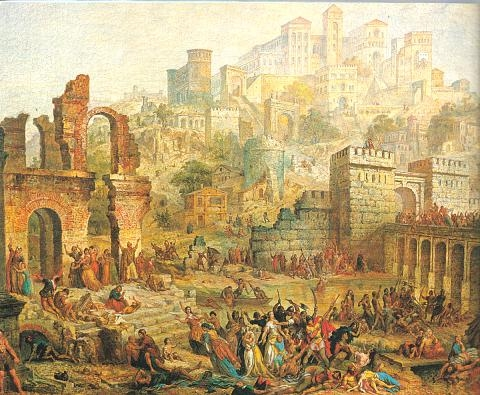
Auguste Migette: Vụ thảm sát người Do Thái trong cuộc Thập Tự Chinh Nhân dân

Nhóm hành hương người Đức trong khuôn khổ cuộc Thập Tự Chinh Nhân dân nổi tiếng không chỉ vì khao khát chiến đấu chống lại người Hồi giáo, mà còn vì các cuộc tàn sát dã man nhằm vào cộng đồng người Do Thái. Người Do Thái ở châu Âu từ lâu đã bị xem là người ngoài cuộc và chỉ được dung thứ vì vai trò trong nền kinh tế, đặc biệt là cho vay tiền lấy lãi, điều mà người Kitô giáo bị cấm làm, và người Do Thái bị nghi ngờ ủng hộ người Hồi giáo trong cuộc Thánh chiến.
Cuộc hành quân lớn nhất người Đức năm 1096 do bá tước nghèo Emerich xứ Leisingen lãnh đạo, với một đội quân khoảng 12.000 thập tự quân. Cuộc hành trình Emerich nổi tiếng nhất vì các cuộc tấn công tàn bạo vào các cộng đồng Do Thái ở vùng Rhineland. Tại Speyer, một cuộc đụng độ đẫm máu đã xảy ra, trong đó một số thập tự quân giết chết 11 người Do Thái, dẫn đến hành động bạo lực với cộng đồng Do Thái tại đây. Tương tự, vào ngày 20 tháng 5 năm 1096, thập tự quân tấn công khu phố Do Thái ở Worms, nơi nhiều người Do Thái, tìm cách trú ẩn trong thành, đã tự sát hàng loạt thay vì rơi vào tay thập tự quân. Gần 800 người Do Thái đã thiệt mạng trong cuộc thảm sát này.
Một mục tiêu khác của thập tự quân là Mainz, nơi người Do Thái cố gắng chuộc mạng mình bằng vàng. Mặc dù đã nhận tiền chuộc, quân đội Emerich vẫn giết khoảng 1.100 người Do Thái. Các cuộc thảm sát này không chỉ nhằm củng cố tài chính cho cuộc Thập tự chinh mà còn nhằm "thanh lọc" châu Âu khỏi những người bị coi là kẻ thù của Kitô giáo.
Quân đội Emerich nổi tiếng với những hành vi tàn bạo và khi họ đến biên giới Hungary, nhà vua từ chối cho họ tiến vào lãnh thổ. Thập tự quân đã cố gắng đột nhập bằng vũ lực, dẫn đến các cuộc giao tranh với quân đội Hungary. Sau sáu tuần, thập tự quân đã thành công trong việc chọc thủng phòng tuyến, xua đuổi quân Hungary và bao vây trong pháo đài Wieselburg. Không rõ chuyện gì xảy ra, sự hoảng loạn bùng phát trong hàng ngũ thập tự quân, điều này khiến quân đội Hungary thực hiện một cuộc đột kích và giết hoặc bắt giữ hầu hết những người hành hương. Chỉ có một số ít, bao gồm cả Emerich, sống sót và trốn thoát.
Chuỗi các cuộc thảm sát người Do Thái và những thất bại quân sự cho thấy một cuộc hành quân thiếu kỷ luật và tổ chức đã được định sẵn để thất bại.

## Nhóm khác ở châu Âu

### Bohemia

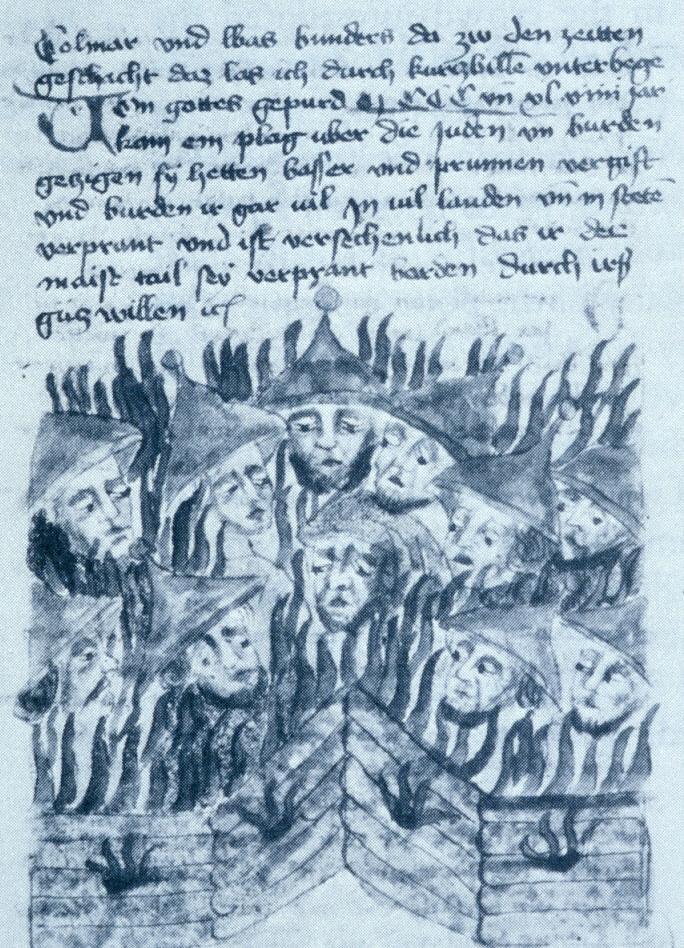
Thập Tự quân của Volkmar đốt người Do Thái ở Praha, bản thảo thời trung cổ

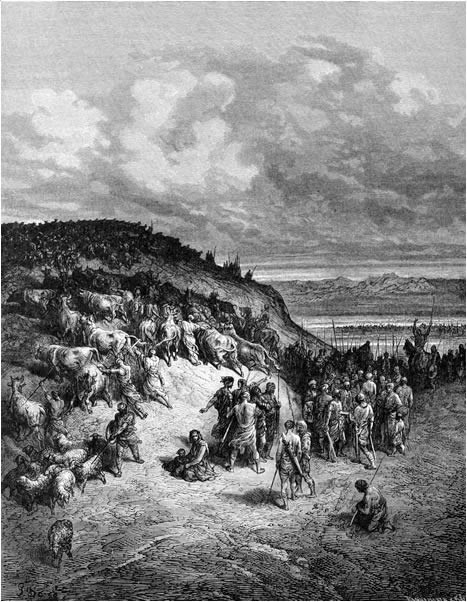
Gustave Doré: Quân đội Hungary tàn sát những người hành hương Thập tự chinh

Tại vùng đất Bohemia năm 1096, cuộc Thập tự chinh cũng không tránh khỏi việc tàn sát người Do Thái. Một linh mục tên Volkmar đến từ Sachsen đã thành lập một nhóm thập tự quân nhỏ và dẫn dắt họ qua lãnh thổ Bohemia. Khi họ đến Praha vào ngày 30 tháng 5 năm 1096, tin tức về các vụ tàn sát ở vùng Rhineland đã đến truyền đến. Điều này đã thúc đẩy Volkmar và những người đi theo gây ra các hành vi bạo lực chống lại cộng đồng người Do Thái tại Praha.
Vào thời điểm đó, Công tước xứ Bohemia Bretislav II. đang vắng mặt khỏi công quốc, do đó chính quyền và giám mục Praha không thể ngăn chặn được các cuộc tàn sát này. Theo biên niên sử Bohemian, thập tự quân đã ép buộc người Do Thái phải cải đạo sang Kitô giáo, và những ai từ chối thì bị giết hại. Cosmas mô tả rằng giám mục đã cố gắng ngăn cản việc ép buộc cải đạo và bạo lực, nhưng không thành công do thiếu sự hỗ trợ.
"Một số người trong số họ khi đi qua vùng đất của chúng ta, với sự cho phép từ Thiên Chúa, đã tấn công người Do Thái và cưỡng ép họ phải chịu phép rửa trái với ý muốn của họ, và giết những người chống cự. Giám mục Cosmas, khi thấy điều này diễn ra trái với quy định luật giáo hội, vì lòng nhiệt thành với công lý đã cố gắng ngăn chặn việc họ bị ép buộc phải chịu phép rửa, nhưng vô ích vì ông không có người nào hỗ trợ trong việc này."— biên niên sử Bohemian

Sau cuộc tàn sát người Do Thái ở Praha, Volkmar và những người đi theo tiếp tục tiến về phía đông. Cướp bóc và giết chóc vẫn tiếp tục ngay cả sau khi vượt qua biên giới Hungary. Vua Hungary Kálmán đã cử một đội quân chống lại thập tự quân đang cướp bóc, và đã giết chết một số, phần lớn số còn lại bị bắt giữ. Không có thông tin thêm về số phận của Volkmar.
Những người Do Thái sống sót ở các vùng Bohemia và Moravia đã di cư hàng loạt sang Ba Lan và Hungary để tránh các cuộc tàn sát tiếp theo. Khi công tước Bohemia Bretislav II. trở về, ông ra lệnh cho người Do Thái đang chạy trốn phải dừng lại và tịch thu toàn bộ tài sản trước khi cho phép rời đi. Điều này không chỉ ngăn cản họ trốn thoát cùng tài sản mà còn cải thiện tình hình kinh tế công quốc Bohemia.

### Lorraine và Bavaria
Tại Lorraine và Bavaria, các thập tự quân đã tập hợp dưới sự lãnh đạo của linh mục Gottschalk. Cũng như các nhóm thập tự quân khác ở vùng đất Đức trong cuộc Thập tự chinh lần thứ nhất, những người theo Gottschalk đã thực hiện các hành vi bạo lực chống lại người Do Thái và gây ra sự hỗn loạn. Một trong những nơi chứng kiến sự tàn sát người Do Thái là thành phố Regensburg.
Khi nhóm thập tự quân Bavaria-Lorraine tiếp cận biên giới Hungary, vua Hungary, Kálmán, đã đề nghị hỗ trợ với điều kiện họ không được cướp bóc trên lãnh thổ Hungary. Tuy nhiên, những người theo Gottschalk đã phá vỡ lời hứa này. Sau khi vượt qua biên giới, họ đã bắt đầu xung đột với nông dân Hungary, và đỉnh điểm là một hành động tàn ác khi họ tra tấn một cậu bé nhỏ và đâm cậu lên cột. Hành động dã man này đã vượt quá sự kiên nhẫn của nhà vua, và Kálmán đã ra lệnh cho quân đội Hungary tấn công thập tự quân.
Trong cuộc đối đầu này, thập tự quân đã bị tiêu diệt và nhiều người bị giết, bao gồm cả Gottschalk. Cái kết bạo lực này là một chương bi thảm khác trong chuỗi các sự kiện đi kèm với cuộc Thập tự chinh lần thứ nhất, đặc biệt là các cuộc hành trình của những nhóm người nghèo, thiếu tổ chức và dễ bị kích động.

## Ý nghĩa và đánh giá

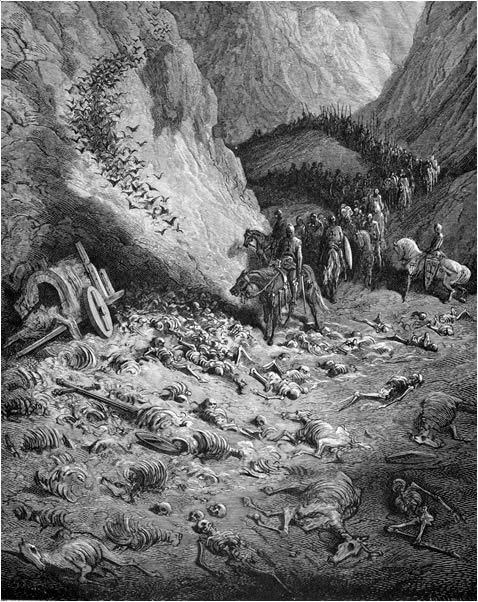
Gustave Doré: Đội quân của Bá tước Hugo xứ Vermandois phát hiện ra xương của những người hành hương bị tàn sát trong đống đổ nát tại Civetot

Cuộc Thập Tự Chinh Nhân Dân, được tiến hành trong khuôn khổ cuộc Thập tự chinh lần thứ nhất, không mang lại kết quả quân sự đáng kể. Thập Tự quân không giành lại được lãnh thổ nào từ tay "người ngoại đạo" mà thay vào đó chỉ để lại sự tàn phá, hủy hoại đất đai và làm tổn hại nghiêm trọng đến uy tín phong trào thập tự chinh. Các hành vi bạo lực, cướp bóc và tàn sát mà những người hành hương gây ra trên đường đi đã phá vỡ nền tảng đạo đức và khiến nỗ lực của người hành hương bị nhiều người nhìn nhận một cách tiêu cực.
Tin tức về sự thất bại các cuộc thập tự chinh, như nhóm Peter Kẻ ẩn tu hay các cuộc thập tự chinh người Đức ở Hungary, đã gây ra nỗi buồn lớn trong khắp châu Âu. Nhiều người cho rằng Thiên Chúa đã từ bỏ những người thập tự chinh và rằng nỗ lực của họ là vô ích. Tuy nhiên, bất chấp những thất bại này, niềm tin và nhiệt thành vào phong trào thập tự chinh không hề suy giảm. Nhiều người hành hương tiếp tục tham gia vào các cuộc thập tự chinh do giới quý tộc châu Âu lãnh đạo, vốn có tổ chức tốt hơn và kinh nghiệm quân sự dày dặn hơn.
Việc giải thích nguyên nhân thất bại của những cuộc Thập Tự Chinh Nhân Dân đã làm chia rẽ bối cảnh chính trị châu Âu. Những người ủng hộ giáo hoàng, được biết đến với tên gọi Guelfs, cho rằng các thập tự quân đã bị trừng phạt vì những hành động bạo lực chống lại người Do Thái, nhấn mạnh khía cạnh đạo đức của sự thất bại. Ngược lại, những người ủng hộ hoàng đế, Ghibellines, chỉ trích chính ý tưởng về các cuộc thập tự chinh, điều này phản ánh sự bất đồng sâu sắc hơn về cách mà các cuộc thập tự chinh được nhìn nhận ở các vùng khác nhau của châu Âu.